# Barruelo de Santullán
Barruelo de Santullán település Spanyolországban, Palencia tartományban. Barruelo de Santullán Brañosera, Aguilar de Campoo, Salinas de Pisuerga és San Cebrián de Mudá községekkel határos. Lakosainak száma 1160 fő (2024).

## Népesség
A település népessége az elmúlt években az alábbi módon változott:
| Lakosok száma | 1749 | 1592 | 1519 | 1488 | 1403 | 1329 | 1203 | 1186 | 1203 | 1160 |
|               | 2001 | 2004 | 2007 | 2009 | 2012 | 2014 | 2017 | 2019 | 2022 | 2024 |